# کورتنی ویلیامز (بازیکن بسکتبال)
کورتنی ویلیامز (انگلیسی: Courtney Williams؛ زادهٔ ۱۱ مهٔ ۱۹۹۴) بازیکن بسکتبال اهل ایالات متحده آمریکا است.
وی در مسابقات کشوری و بین‌المللی در مجموع برندهٔ ۱ مدال طلا، ۱ مدال نقره شده‌است.